# Бангор (Уелс)
Вижте пояснителната страница за други значения на Бангор.
Ба̀нгор (на уелски: Bangor, уелското произношение е с ударение на двете гласни букви, произношение в Англия по-близко до Ба̀нгър) е град в графство Гуинед, Северен Уелс, на южния бряг на пролива Менай на Ирландско море. Той е един от малките градове във Великобритания. Има жп гара и пристанище. По данни от 2001 г. в града живеят около 13 725 души.

## История
Данните за града датират от 6 век, когато била създадена Бангорската катедрала от Св. Даниъл. Името Бангор идва от уелски и означава заградено с ограда място, каквато е била и катедралата. Сегашната катедрала е по-нова постройка и е била видоизменяна през вековете. Бангорската епископия е една от най-старите във Великобритания. Друго твърдение е, че Бангор има най-дългата главна улица в Уелс. Университетът в Бангор е основан през 1884 г.

## География
Бангор в голямата си част е заобиколен на юг от Бангорската планина. През града преминават две реки: Ада и Кегин. Срещу него на северния бряг на пролива е град Менай Бридж.

## Спорт
Градският футболен отбор се казва ФК Бангор Сити. Създаден е през 1876 г. Дългогодишен участник в Уелската Висша лига. Двукратен шампион на Уелс.

## Личности
Родени
- Дъфи (р. 1984), уелска поппевица

## Галерия
- Панорамен изглед от Бангор
- Главната улица
- Катедралата